# John Newton (General)

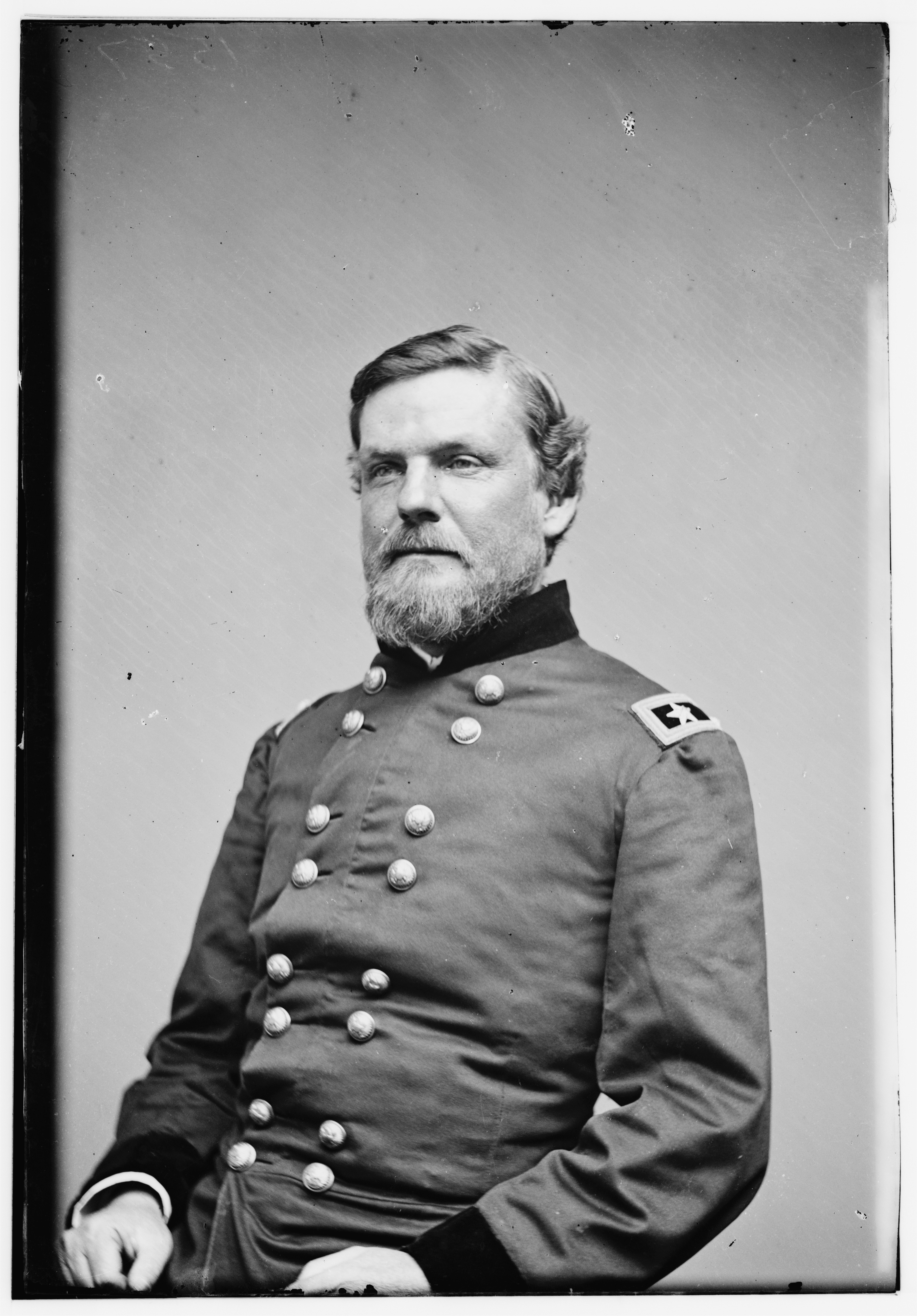
John Newton

John Newton (* 24. August 1823 in Norfolk, Virginia; † 1. Mai 1895 in New York City, New York) war ein Brigadegeneral der United States Army. Er war unter anderem Kommandeur des United States Army Corps of Engineers.
Newton war der Sohn des Kongressabgeordneten Thomas Newton Jr. (1768–1847) und dessen Frau Margaret Jordan (1783–1861). 
In den Jahren 1838 bis 1842 durchlief er die United States Military Academy in West Point. Nach seiner Graduation wurde er als Leutnant den Pionieren (Engineers) zugeteilt. In der Armee durchlief er anschließend alle Offiziersränge vom Leutnant bis zum Brigadegeneral.
In seinen jüngeren Jahren absolvierte er den für Offiziere in den niederen Rangstufen üblichen Dienst in verschiedenen Pioniereinheiten und Standorten in den Vereinigten Staaten. Als Pionier (Engineer) gehörten der Hochwasserschutz, der Ausbau von Hafenanlagen und deren militärischer Verteidigung, Flussregulierungen sowie der Bau von Schleusen und Stauwerken, Kanälen und Leuchttürmen zu seinem Aufgabenbereich.
In den Jahren 1843 bis 1846 war er Dozent an der Militärakademie in West Point. Am 1. Juli 1856 wurde er zum Hauptmann befördert. Während des Utah-Kriegs in den Jahren 1857 und 1858 war er Leiter der dort eingesetzten Pionierabteilung des US-Heeres. Als im Jahr 1861 der Amerikanische Bürgerkrieg ausbrach, entschied sich Newton gegen seine Herkunft aus Virginia, einem Staat der sich den Konföderierte Staaten von Amerika angeschlossen hatte, für die Union und die Nordstaaten. In der Folge nahm er aktiv auf deren Seite am Kriegsgeschehen teil.
Newton war zunächst leitender Pionier im Bezirk für Pennsylvania und für Shenandoah. Danach war er an den Arbeiten der Befestigungsanlagen der Hauptstadt Washington, D.C. beteiligt. Später nahm er auch an einigen Schlachten teil. Dazu gehörten auch die Schlacht am Antietam im September 1862, die Schlacht von Fredericksburg im Dezember 1862 und die Schlacht bei Chancellorsville im Mai 1863, wobei er leicht verwundet wurde. Zur gleichen Zeit erhielt er den Rang eines Generalmajors der Freiwilligen. In jenen Jahren war er Divisionskommandeur im damaligen VI. Korps. Während der Schlacht von Gettysburg wurde er am 2. Juli 1863 von General George Gordon Meade nach dem Tod von John Fulton Reynolds zu dessen Nachfolger als Kommandeur des damaligen I. Korps ernannt. Dieses Kommando behielt er bis März 1864. Danach kommandierte er die 2. Division des damaligen VI. Korps, die alle zur von George Henry Thomas kommandierten Army of the Cumberland gehörten und mit dieser am Atlanta-Feldzug teilnahmen. Oberbefehlshaber des Feldzugs war General William T. Sherman. In dem Feldzug zeichnete sich Newton vor allem bei der Schlacht am Peachtree Creek am 20. Juli 1864 durch seine militärischen Leistungen aus, was ihm großen Respekt von Sherman einbrachte.
Nach der Einnahme von Atlanta Anfang September 1864 wurde Newton aus dem aktiven Kampfgeschehen abgezogen. Daher nahm er nicht am weiteren Vormarsch Shermans durch den Süden teil. Stattdessen wurde er mit dem Kommando über den Militärbezirk für Key West und Tortugas betraut. Dort verblieb er bis 1866.
Anschließend kehrte Newton zum regulären Corps of Engineers (COE) zurück. Seine zwischenzeitliche Beförderung zum Generalmajor der Freiwilligen erlosch damals ebenfalls. In den Jahren 1866 bis 1884 war er Leiter des Engineer-Bezirkes für den Bundesstaat New York. Dazu gehörten der Hafenausbau von New York City und der Hudson River. 1876 wurde er in die National Academy of Sciences gewählt.
Im März 1884 erhielt John Newton im Rang eines regulären Brigadegenerals das Oberkommando über das gesamte COE. In dieser Funktion löste er Horatio Wright ab. In diese Zeit fiel die vom COE vorgenommene aufsehenerregende Sprengung von zwei Felsen im Hell Gate im East River im New Yorker Hafen. Dieses Unternehmen war bereits während seiner Zeit als Leiter des New Yorker Engineer Bezirks geplant und vorbereitet worden. Im Jahr 1886 schied Newton auf eigenen Wunsch aus dem Militärdienst aus.
Nach seiner Pensionierung war Newton in den Jahren 1886 bis 1888 als Commissioner of Public Works für die Stadtverwaltung von New York City tätig. Anschließend war er bis zu seinem Tod Präsident der Gesellschaft Panama Canal Railway. Im Jahr 1886 wurde er mit der Laetare-Medaille der University of Notre Dame in Indiana ausgezeichnet, 1887 in die American Academy of Arts and Sciences gewählt.
John Newton starb am 1. Mai 1895 in New York City und wurde nach einer kurzen Zwischenbestattung auf dem Calvary Cemetery in Queens auf dem Friedhof der Militär-Akademie in West Point beigesetzt.